# Tobi Vail
Tobi Celeste Vail (Auburn, Washington; 20 de julio de 1969), conocida como Tobi Vail, es una música, crítica musical y activista feminista estadounidense. Fue una figura central en el movimiento Riot grrrl (acuñó la ortografía de «grrrl») y comenzó el zine Jigsaw. Ha sido baterista, guitarrista y cantante en distintas bandas de rock alternativo, fue miembro fundadora del grupo Bikini Kill y The Frumpies. Ha colaborado en varias otras bandas de la escena musical de la ciudad de Olympia (Washington), como girlSperm, My New Boyfriend, Severed Lethargy, Some Velvet Sidewalk, Spider And The Webs, The Go Team, The Old Haunts, Morgan & The Organ Donors. Escribe para eMusic.

## Biografía
Nació en Auburn, Washington de padres en edad adolescente. Tanto su abuelo como su padre eran bateristas. Cuando era joven, la familia se trasladó a la zona rural de Naselle, Washington, donde su padre trabajaba en un centro de detención juvenil; y más tarde se mudaron a Olympia, Washington, donde Vail asistió a la escuela secundaria. El primer concierto al que asistió por su cuenta fue un espectáculo de Wipers. En 1988, dejó Washington para vivir en Eugene (Oregón), para, un año después regresar a Olimpia.
Mientras aún estaba en la escuela secundaria, se ofreció como voluntaria en KAOS (FM), la estación de radio del campus en The Evergreen State College. En KAOS, escuchó una amplia variedad de música independiente. Se desempeñó de forma intermitente como disc jockey desde los 15 hasta los 21 años.
Una de sus primeras bandas fue Go Team, un proyecto punk que comenzó con Calvin Johnson en 1985. El grupo lanzó varios casetes y nueve sencillos en el sello independiente K Records, la mayoría en formato de vinilo de 7 ". Billy «Boredom» Karren era uno de los músicos rotativos que tocaba con The Go Team, y fue en esta banda donde él y Vail tocaron juntos por primera vez. La banda realizó una gira por la costa oeste en 1987 como un grupo de dos, luego agregó a Karren para dos giras por Estados Unidos, ambas en 1989. Después de que Go Team se disolvió, tocó en varias bandas de proyectos y grabó un disco como baterista de Some Velvet Sidewalk realizando una gira con el grupo a principios de 1990. Desde el comienzo de su adolescencia, había intentado formar una banda exclusivamente femenina para «gobernar el mundo y cambiar la forma en que la gente ve la música y la política», incluido un grupo llamado Doris, pero ninguno de los proyectos tuvo éxito.

### Jigsawzine
En 1989, Vail publicó el primer número de su fanzine feminista Jigsaw. Cuando publicó el zine, estaba trabajando en una tienda de sándwiches de Olympia con Kathi Wilcox, quien recuerda sentirse impresionada por el enfoque de Vail sobre «las chicas en las bandas, específicamente», y su énfasis en temas feministas. Mientras Kathleen Hanna estaba de gira con Viva Knievel, se topó con una copia de Jigsaw # 2, encontrando resonancia en «Boxes» de Vail, un artículo de cinco páginas sobre el género. Hanna escribió a Vail y envió entrevistas de músicos para que fueran publicadas en Jigsaw; este fue el comienzo de su colaboración. En Jigsaw, Vail escribió sobre «angry grrls» (chicas enojadas), combinando la palabra chicas (girls) con el poderoso gruñido grr. El tercer número de Vail, publicado en 1991 después de pasar un tiempo en Washington D. C., se subtituló «angry grrrl zine». Vail pronto se sintió consternada con la cobertura mediática sesgada por los hombres sobre la escena de riot grrrl. Janice Radway señala que su copia de Jigsaw # 4, también publicada en 1991, tiene muchas instancias de la palabra impresa «grrrl», pero todas han sido tachadas, «presumiblemente por la propia Vail, como protesta contra la popularidad del término».
El número final de la versión impresa de Jigsaw se publicó en 1999. En 2001, Vail comenzó un blog en línea llamado Bumpidee donde publicó Jigsaw # 8 en la primavera y el verano de 2003, incluidos los escritos de Alan Licht y Becca Albee . Trasladó el blog Jigsaw a su propio dominio en septiembre de 2008. A mediados de 2013, los números de Jigsaw de la década de 1990 se archivaron en la Universidad de Harvard como un recurso de investigación junto con otras 20.000 revistas contraculturales.

### Relación con Kurt Cobain
Vail conoció a Kurt Cobain (cantante del grupo Nirvana) cuando ella se juntaba con los Melvins en 1986, pero no se hicieron buenos amigos hasta la primavera de 1988. Cobain tocó la guitarra en una de las canciones de The Go Team. Ella y Cobain tuvieron una breve relación iniciada en julio de 1990, y discutieron la posibilidad de comenzar un proyecto musical. Incluso grabaron algunas canciones juntos, algunas de las cuales terminaron siendo pistas de Nirvana.
En octubre de 1990, después de que Dave Grohl se uniera a Nirvana como baterista, Grohl comenzaría a salir con Kathleen Hanna, formando dos parejas que unían a Nirvana con la nueva banda Bikini Kill. En una ocasión, Hanna decide escribir en la pared del dormitorio de Kurt: «Kurt huele a Teen Spirit» (Kurt smells like Teen Spirit), refiriéndose a la marca de desodorante Teen Spirit que utilizaba Tobi. Según Cobain, él desconocía la marca de desodorante y vio un significado más profundo en la frase pintada con spray, lo que le inspiró a escribir la canción «Smells Like Teen Spirit», que se convirtió en un éxito monumental para Nirvana. Cobain y Vail pronto se separaron como pareja, pero mantuvieron la amistad.
Según David Aceituno, coautor de la biografía ilustrada de Kurt Cobain, fue Tobi Vail quien le aportó a Cobain formación ideológica y le inspiró la frase «el punk es libertad». Juntos odiaban el corporativismo, aunque luego él acabara firmando por una multinacional. Aceituno señala que la mayoría de las canciones de Nevermind fueron inspiradas por la ruptura con Tobi Vail. También lo menciona el periodista de Seattle Charles Cross, autor de una de las biografías más completas sobre Kurt Cobain, Heavier than Heaven. Se dice que la relación con Tobi marcó bastante a Kurt, inclusive se cree que Cobain pudo estar un tanto obsesionado con ella. Kurt se inpiró en Tobi para las letras de canciones como Aneurysm, Drain You y Lounge Act.

### Bikini Kill
En octubre de 1990, Vail, Wilcox y Hanna decidieron formar una banda, a la que llamaron Bikini Kill. Vail tocaba la batería y cantaba algunas canciones. A principios de 1991, Hanna y Wilcox intercambiaron las funciones de bajista y cantante principal a la mitad del set, y Wilcox también tocaba la guitarra. Después de probar a muchas guitarristas principales, ninguna de las cuales parecía encajar, la banda finalmente le pidió a Karren que se uniera, ya que Vail ya lo conocía y era una figura familiar en la escena musical de Olympia.
Poco después de que se formara la banda, comenzaron un zine llamado Bikini Kill para promover la banda y describir las opiniones sociales y políticas de la banda. Hanna, Vail y Wilcox contribuyeron con artículos al zine. En Bikini Kill # 1, Vail comentó sobre la escena de la música punk y su énfasis excesivo en los hombres. Escribió sobre el «factor Yoko»: el momento en que un músico le dice a su novia que no debería romper la banda (comparando la influencia de Yoko Ono en la ruptura de los Beatles ) y que la novia nunca sería tan importante para él como su banda. A través del zine Bikini Kill y la publicidad de la banda, expresó su convicción de que el mundo cambiaría para mejor si el número de chicas que se unían a las bandas aumentaba hasta igualar el número de chicos.
Bikini Kill actuó en la Convención Internacional Pop Underground en agosto de 1991, y Vail y Hanna actuaron por separado en «Girl Night».
A pesar de la tergiversación frecuente de los medios de comunicación y la grave violencia en los espectáculos, continuaron durante varios años y hoy en día se les atribuye en gran medida (junto con Bratmobile) el inicio de riot grrrl, un movimiento que fusionó la cultura punk de hágalo usted mismo (DIY) con el feminismo. La banda Bikini Kill intentó recuperar el feminismo para la escena punk en un intento de romper su sesgo masculino y luchó contra la agresión masculina en sus shows. En gran parte debido al liderazgo de Hanna, Bikini Kill alentó a las chicas a situarse frente del escenario por solidaridad y protección contra las agresiones masculinas. Vail y los otros miembros de Bikini Kill alentaron a las chicas a crear sus propias bandas. La idea general de que las chicas deberían crear su propia cultura independiente creció rápidamente en popularidad a través de una red en gran parte underground de fanes, artistas, músicas y escritoras con sentimientos similares, y pronto comenzaron a tener sitios regulares para reunirse, generalmente en casas punk como Positive Force. En el verano de 1991, el movimiento riot grrrl se había unido y Bikini Kill se mudó a Washington D. C. durante un año.

### The Frumpies
En 1992, mientras todavía estaba involucrada con Bikini Kill, fundó The Frumpies en Washington D. C. con sus compañeras de banda de Bikini Kill, Wilcox y Karren, y también con Molly Neuman de Bratmobile and the PeeChees, y más tarde Michelle Mae. The Frumpies eran claramente de naturaleza menos abiertamente política que Bikini Kill o Bratmobile y con un sonido diferente. La banda realizó una gira por Estados Unidos con Huggy Bear en 1993 y otra por Italia con la banda de noise rock Dada Swing en 2000.
En 1993, fundó Bumpidee, un método de bajo costo para que las bandas independientes aumentaran su base de audiencia, utilizando la distribución de grabaciones en casete de sus canciones. Esta fue otra encarnación del sólido principio de «hágalo usted mismo» de Vail. El nombre Bumpidee fue elegido en honor al programa de televisión infantil Bumpity. Una de las bandas de Bumpidee fue Worst Case Scenario, que incluía a Justin Trosper y Brandt Sandeno; que tuvieron éxito en la banda Unwound, conservando la ética del «hágalo usted mismo» de su exposición en Bumpidee.

### Carrera posterior
Vail dirigió el departamento de pedidos por correo de Kill Rock Stars de 1998 a 2011, después de trabajar allí a tiempo parcial de 1992 a 1997. Además de bloguear a través de su sitio web Jigsaw, también publica como «Tabitha Says» en Tumblr, a partir de agosto de 2008.
Con su hermana Maggie, se unió a Alison Wolfe, Cat Power y miembros de Sleater-Kinney para organizar el primer Ladyfest en 2000, una conferencia de música, activismo y arte celebrada en Olimpia. Ambas hermanas tocaron en el festival en una banda llamada Frenchie and the German Girls. Según la ética del «hágalo usted mismo» de Vail, las fundadoras de Ladyfest entregaron la propia marca al dominio público para que otras personas pudieran organizar festivales similares libremente.
De 2006 a 2008, tocó la batería con Old Haunts, incluso en su último álbum, Poisonous Times, y ha realizado varias actuaciones individuales, incluida una en Barcelona en Primera Persona en marzo de 2012.
Comenzó a trabajar como escritora independiente después de graduarse de Evergreen State College en 2009. Su trabajo ha sido publicado por NPR, Artforum, The Believer, Punk Planet y Maximum Rock-N-Roll. Actualmente escribe una columna mensual para eMusic y fue publicada por The Feminist Press en las antologías Pussy Riot: A Punk Prayer for Freedom y The Riot Grrrl Collection. Hanna comentó sobre la canción de Vail «Free Pussy Riot», escrita en apoyo de la banda de punk feminista rusa Pussy Riot después de que tres miembros fueran arrestados en marzo de 2012. The Punk Singer, un documental de 2013 sobre Hanna, incluye imágenes de tres entrevistas de archivo con Vail. La película también incluye material de archivo de varias actuaciones de Bikini Kill.
En febrero de 2016, emitió una solicitud de eliminación a YouTube después de que un video a favor de Hillary Clinton que utilizaba la canción de Bikini Kill «Rebel Girl» comenzara a hacerse viral.
A partir de 2018, toca la batería y hace voces en la banda girlSperm, a menudo denominada gSp, que ha lanzado su primer álbum.

### Spider and the Webs
A mediados de 2004, fundó la banda Spider and the Webs, con James Maeda a la guitarra y Chris Sutton a la batería y el bajo. Vail canta y toca la guitarra, e intercambia papeles de batería con Sutton. La banda tocó en el Ladyfest en 2005 en Olympia, y Vail habló sobre el movimiento riot grrrl en otras conferencias de Ladyfest celebradas en Brighton y Madrid en octubre de 2005, durante una gira europea de Spider and the Webs. La banda produjo un EP en octubre de 2006 en K Records: Frozen Roses, tras un EP dividido con Partyline en Bristol, UK 's Local Kid Records. Finalmente, se lanzó un álbum (en cassette) en 2015, también disponible como descarga.